# Gobius

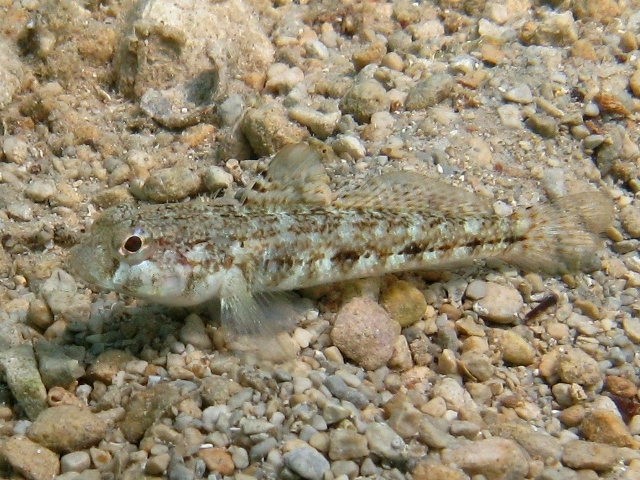
Gobius roulei

A Gobius a sugarasúszójú halak (Actinopterygii) osztályának sügéralakúak (Perciformes) rendjébe, ezen belül a gébfélék (Gobiidae) családjába és a Gobiinae alcsaládjába tartozó nem.
A Gobius halnem első képviselői 23 millió évvel ezelőtt jelentek meg, a miocén korban.

## Rendszerezés
A nembe az alábbi 28 faj tartozik:
- Gobius ater Bellotti, 1888
- Gobius ateriformis Brito & Miller, 2001
- Gobius auratus Risso, 1810
- Gobius bontii Bleeker, 1849
- Gobius bucchichi Steindachner, 1870
- Gobius cobitis Pallas, 1814
- Gobius couchi Miller & El-Tawil, 1974
- vörösszájú géb (Gobius cruentatus) Gmelin, 1789
- Gobius fallax Sarato, 1889
- Gobius gasteveni Miller, 1974
- karcsú géb (Gobius geniporus) Valenciennes, 1837
- Gobius hypselosoma Bleeker, 1867
- Gobius incognitus Kovacic & Sanda, 2016
- Gobius kolombatovici Kovacic & Miller, 2000
- Gobius koseirensis Klunzinger, 1871
- Gobius leucomelas Peters, 1868
- fekete géb (Gobius niger) Linnaeus, 1758 - típusfaj
- Gobius paganellus Linnaeus, 1758
- Gobius roulei de Buen, 1928
- Gobius rubropunctatus Delais, 1951
- Gobius salamansa Iglésias & Frotté, 2015
- Gobius scorteccii Poll, 1961
- Gobius senegambiensis Metzelaar, 1919
- Gobius strictus Fage, 1907
- Gobius tetrophthalmus Brito & Miller, 2001
- Gobius tropicus Osbeck, 1765
- Gobius vittatus Vinciguerra, 1883
- Gobius xanthocephalus Heymer & Zander, 1992

### Fordítás
- Ez a szócikk részben vagy egészben  a   Gobius című angol Wikipédia-szócikk fordításán alapul.  Az eredeti cikk szerkesztőit annak laptörténete sorolja fel. Ez a jelzés csupán a megfogalmazás eredetét és a szerzői jogokat jelzi, nem szolgál a cikkben szereplő információk forrásmegjelöléseként.